# Vi veri universum vivus vici
Vi veri universum vivus vici è una frase latina che significa: "Con la forza della verità, vivendo, ho conquistato l'universo.", utilizzata dall'occultista inglese Aleister Crowley come motto nella sua carica di Magister Templi.
Questa frase viene erroneamente attribuita, in seguito al successo del film V per Vendetta, all'opera teatrale The Tragical History of Doctor Faustus di Christopher Marlowe, dove sarebbe dovuta apparire come Vi veri ueniversum vivus vici, tuttavia non è riscontrabile alcuna citazione diretta. Nel fumetto originale V for Vendetta di Alan Moore, da cui il film è stato tratto, la frase è semplicemente attribuita a "un signore tedesco di nome Dott. John Faust.". Notare che la lettera "v" era originariamente la "u" consonantica, ed era scritta allo stesso modo prima che le due forme diventassero distinte, e in certi casi anche dopo, quando la "u" e la "v" erano entrambe rese maiuscole come "V": quindi, Vniversum. Inoltre, "universum" viene a volte citato nella forma "Ueniversum" (o Veniversum), che è presumibilmente una combinazione di "universum" e "oeniversum", due ortografie classicamente attestate.
Dal momento che la parola "universum" può essere scritta "vniversum", la frase può essere abbreviata con v.v.v.v.v.